# YOSE夢屋
YOSE夢屋（よせゆめや）とは、2004年3月にできた世界で初めての落語ダイニングカフェ。「地に着いた笑い」をコンセプトに定席を目指している。神戸市長田区二葉町に存在し、席亭は岡花ただひでが務めていた。
月に2回、落語会を開催していたが、不定期で音楽LIVEや映画上映会なども企画。
2006年5月をもって一時休業。現在は移転リニューアルに向けて調整中との事。
開業以来上方落語会200余名中、半数以上の噺家が出演。桂福団治、桂きん枝、笑福亭福笑、桂文喬、桂小米朝（現：桂米団治）等をはじめ、時任三郎などのアーティストも出演している。